# Świerzbnica polna
Świerzbnica polna (Knautia arvensis (L.) Coult.) – gatunek rośliny z rodziny przewiertniowatych. Jako gatunek rodzimy rośnie w Europie (z wyjątkiem jej południowych i północnych krańców) oraz w strefie umiarkowanej Azji (Kazachstan i Syberia po jej wschodnie krańce). W Polsce jest pospolity na całym obszarze.

## Morfologia
ŁodygaWzniesiona, gęsto rozgałęziająca się. Jest cała owłosiona odstającymi włosami, ponadto w dolnej części ma skierowane w dół szczecinki. Wysokość 30-60 (70) cm. Pod ziemią roślina posiada rozgałęzione kłącze.
LiścieUlistnienie naprzeciwległe, liście pierzastosieczne, szarozielone i gęsto owłosione.
KwiatyNiebieskofioletowe, czerwonawe lub białe, zebrane w półkuliste koszyczki. Listki okrywy wyrastają gwiaździsto. Szypułka koszyczków i dno kielicha są owłosione. Kwiaty dwupłciowe o średnicy 3–4 cm, jednopłciowe o połowę mniejsze. Jednopłciowe złożone są przeważnie z kwiatów męskich. Kwiaty skrajne w koszyczku są większe od środkowych, ich korona ma 4 łatki różnej wielkości. Na kielichu występuje 8 szczeciniastych ości i 4-ząbkowy kieliszek.
KorzeńPalowy, rośnie nawet do 1 m głębokości.

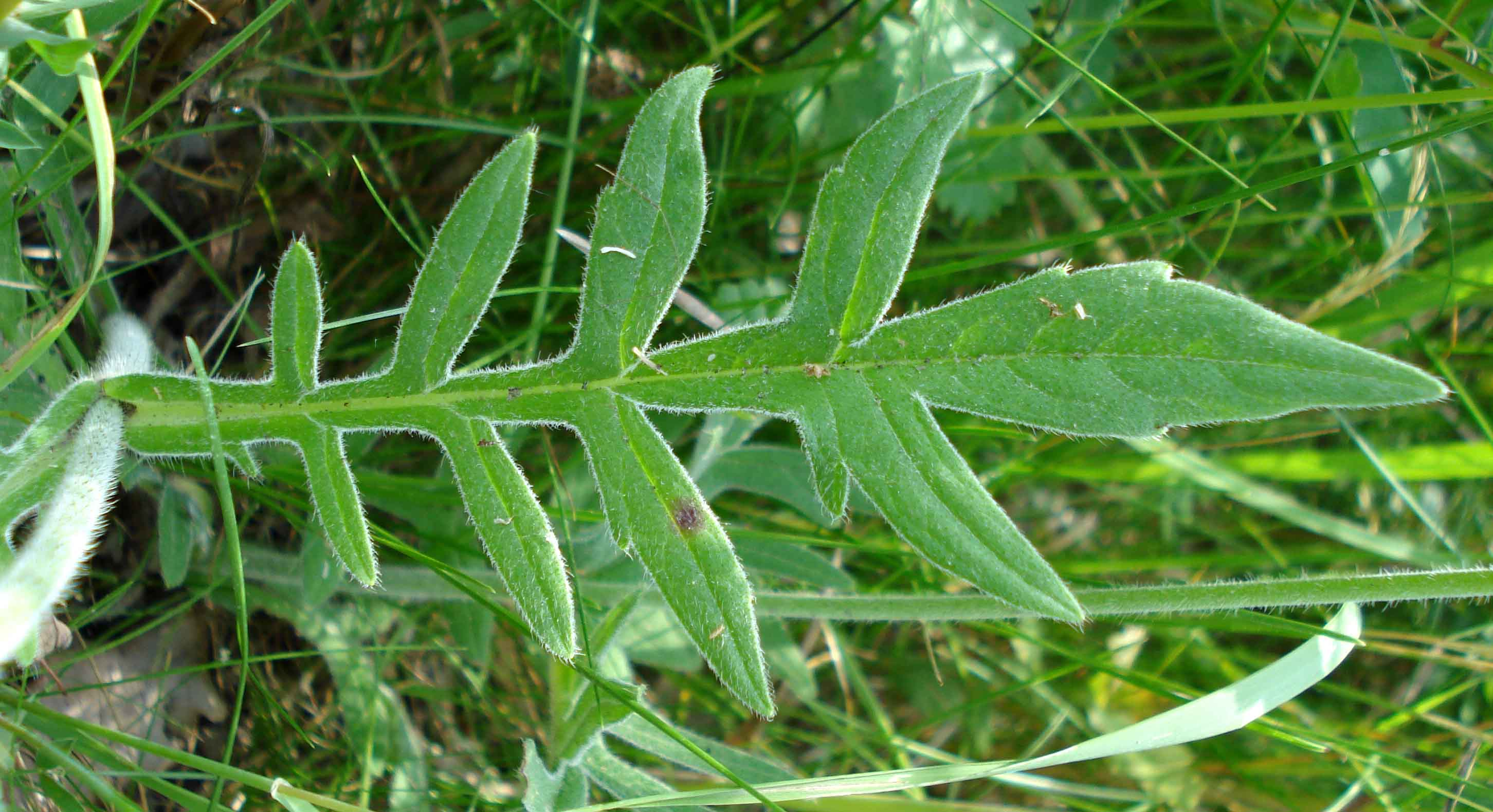
Liść
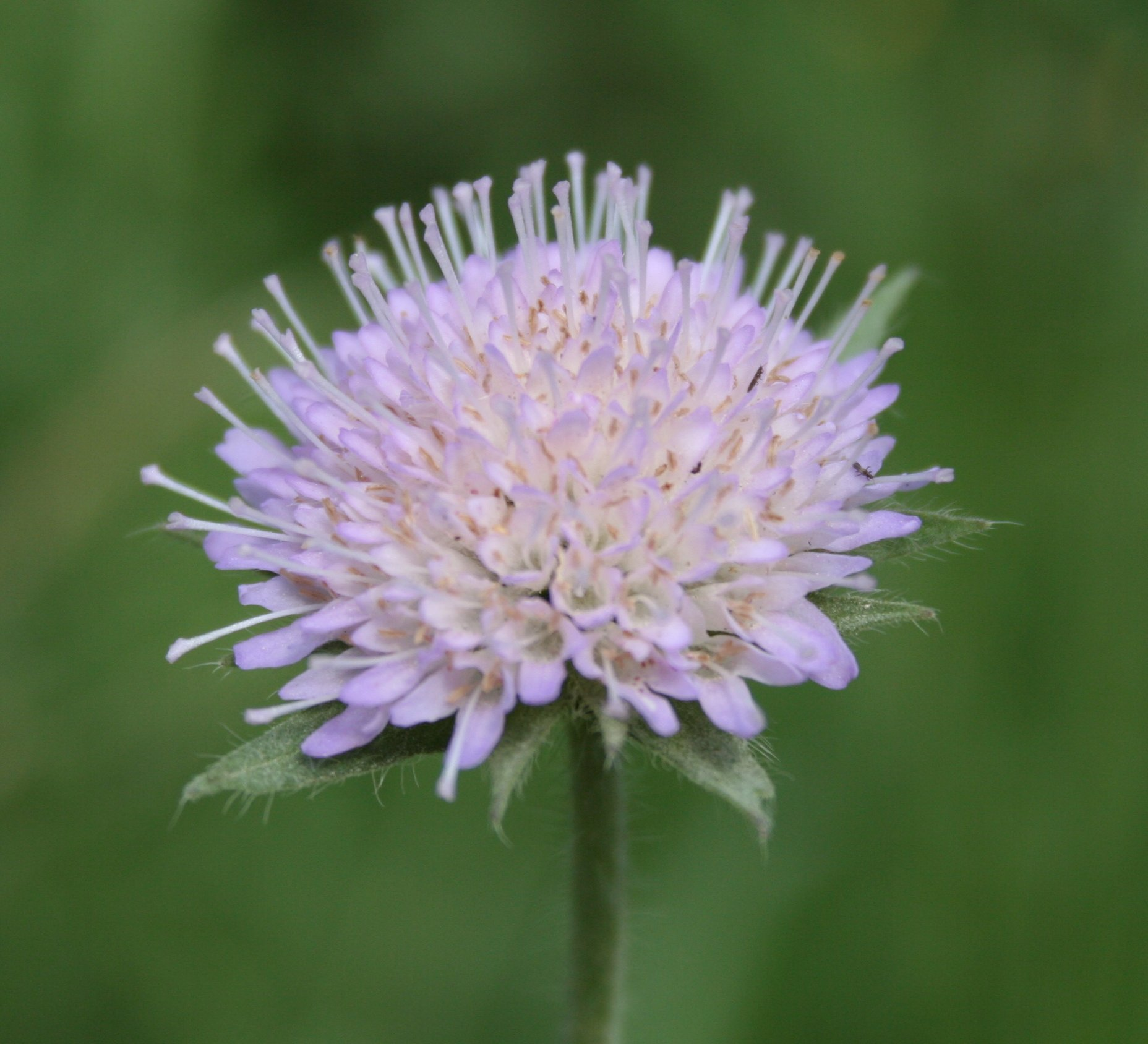
Kwiatostan
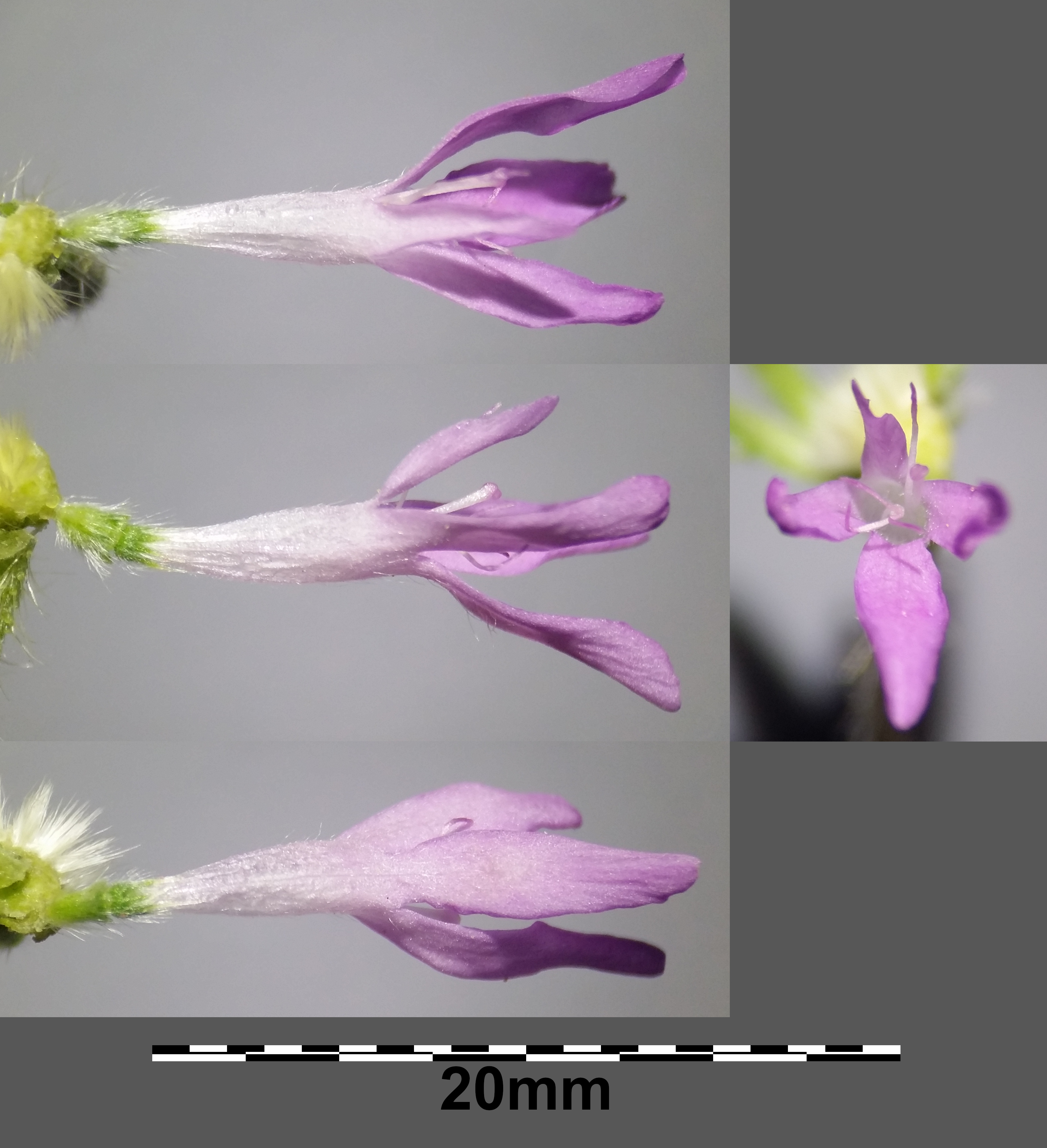
Kwiaty skrajne
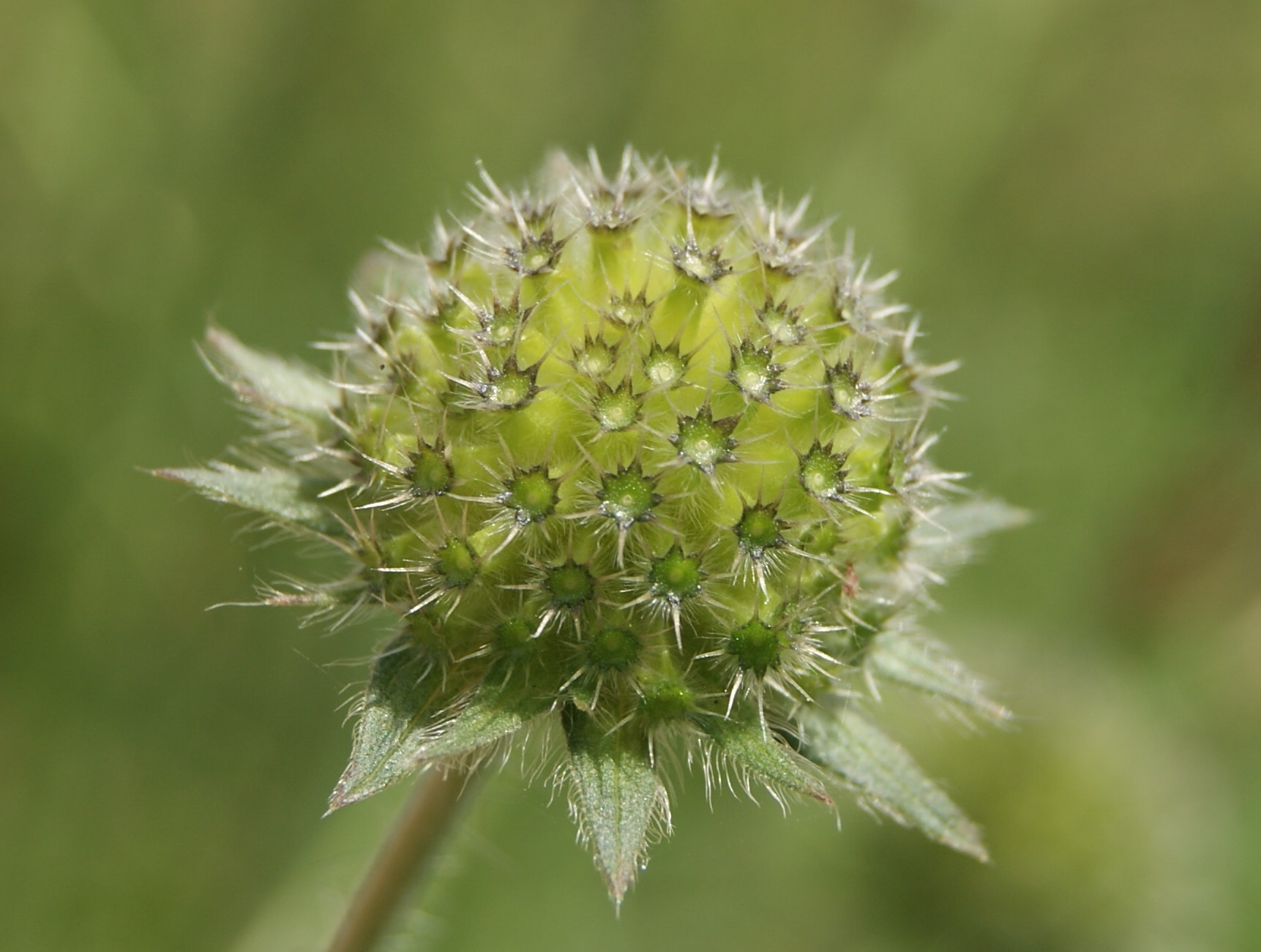
Owoce
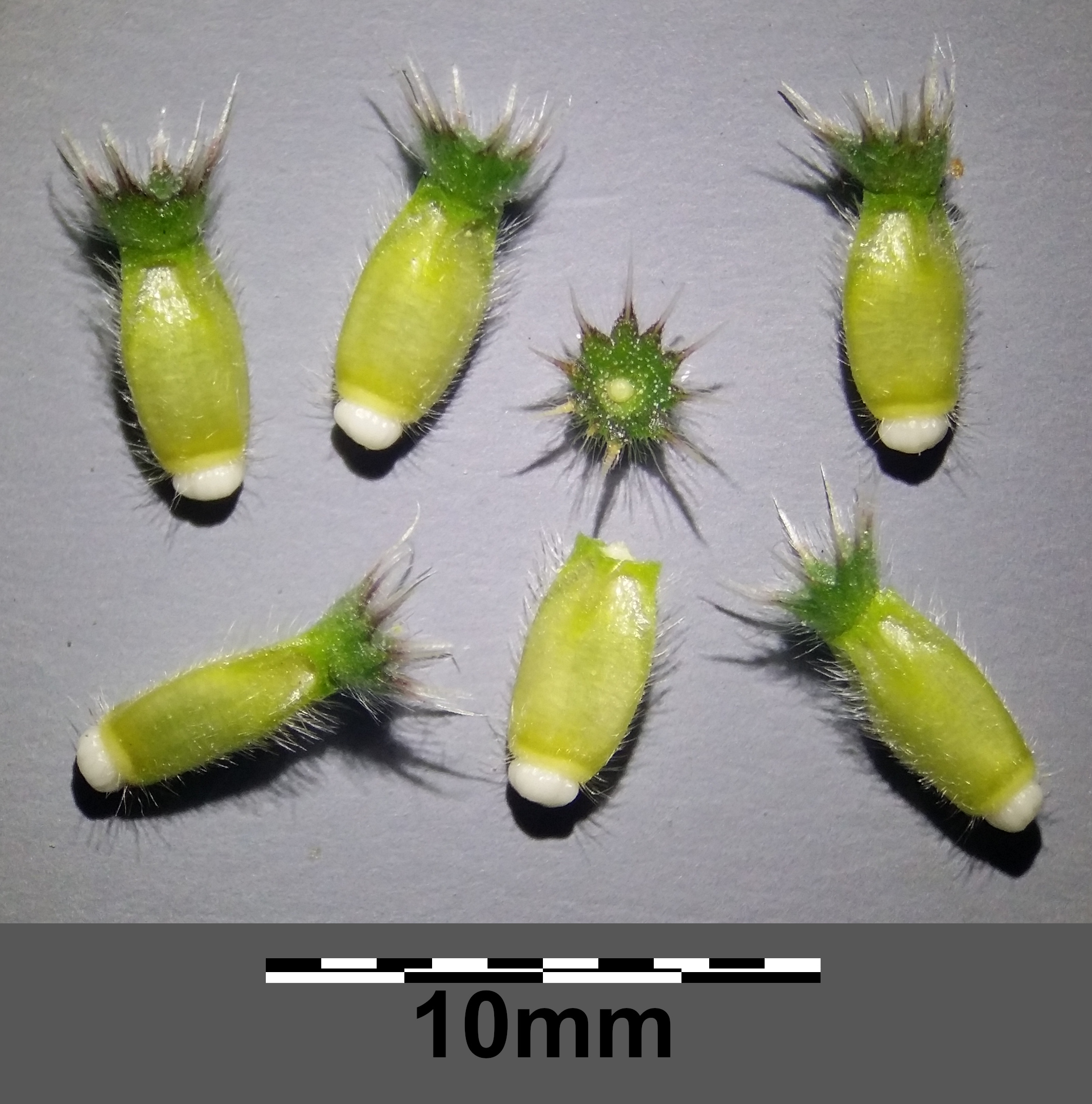
Owoce

Gatunki podobneŚwierzbnica leśna Knautia dipsacifolia ma liście całobrzegie lub karbowane, żywozielone i mniej lub bardziej lśniące; na łodydze brak włosków w dół zakrzywionych. Rośliny z rodzaju driakiew Scabiosa mają korony 5-łatkowe. Czarcikęs łąkowy Succisa pratensis i czarcikęsik Kluka Succisella inflexa mają liście całobrzegie i kwiatostany bardziej kulistawe (silniej wysklepione i bez powiększonych kwiatów na brzegu koszyczka).

## Biologia i ekologia

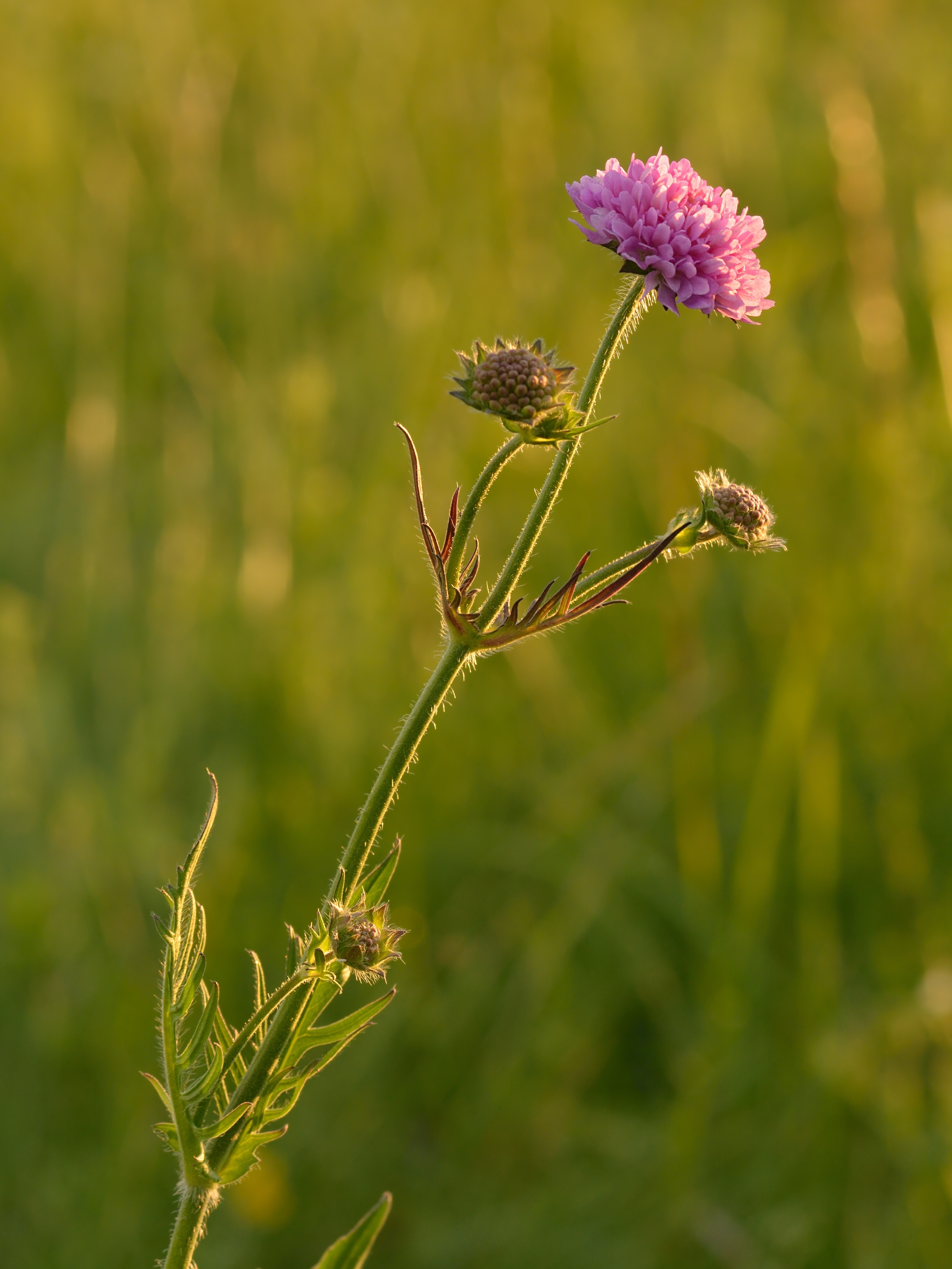
Kwitnąca roślina

Bylina, hemikryptofit. Siedlisko: obrzeża lasów, zarośla, suche łąki i wzgórza, przydroża, czasami na polach uprawnych (chwast). Przeważnie na glebach luźnych i gliniastych, roślina wapieniolubna. Kwitnie od lipca do września, kwiaty są przedprątne, zapylane głównie przez motyle i pszczoły. W klasyfikacji zbiorowisk roślinnych gatunek charakterystyczny dla All. Arrhenatherion.

## Zastosowanie
Roślina lecznicza: Ziele i korzeń zawierają saponiny, alkaloidy, kwas kawowy, garbniki. Dawniej były wykorzystywane w medycynie ludowej.

## Zmienność
Roślina zmienna morfologicznie. Występuje w licznych formach związanych z różnymi siedliskami.  Różnią się one głównie kształtami liści i owłosieniem liści i łodygi.

## Filatelistyka
Poczta Polska wyemitowała 5 września 1967 r. znaczek pocztowy przedstawiający świerzbnicę polną o nominale 3,40 zł, w serii Kwiaty polne. Autorem projektu znaczka był Tadeusz Michaluk. Znaczek pozostawał w obiegu do 31 grudnia 1994 r. Świerzbnica polna pojawiła się też na pierwszym znaczku tej serii o nominale 20 gr, w bukiecie kwiatów polnych.